# 개원중학교
개원중학교(開院中學校)는 대한민국 서울특별시 강남구 개포동에 있는 공립 중학교이다.

## 학교 연혁
- 1984년 12월 8일 : 개원중학교 설립인가
- 1985년 3월 1일 : 초대 김순동 교장 취임
- 1985년 3월 5일 : 제1회 입학식 (15학급)
- 1985년 4월 26일 : 개교식
- 2010년 10월 14일 : 한마음관 및 인조구장 준공식
- 2022년 9월 1일 : 제11대 정순미 교장 취임
- 2023년 2월 3일 : 제36회 졸업식(졸업생 누계 남 9,426명, 여 9,508명 총 18,934명)
- 2023년 3월 2일 : 제39회 입학식(남 74명, 여 196명 총 270명)

## 참고 자료
- 개원중학교 - 한국교육학술정보원 학교알리미